# Nuoto in acque libere ai campionati mondiali di nuoto 2015 - 25 km maschili
La gara dei 25 km in acque libere maschile si è svolta la mattina del 1º agosto 2015 e vi hanno preso parte 32 atleti, provenienti da 21 diverse nazioni. La gara, svoltasi nella acque del fiume Kazanka, è iniziata alle 8:00 ora locale ed è terminata circa cinque ore e mezza dopo.

## Medaglie
| Posizione | Atleta         | Nazionalità |
| --------- | -------------- | ----------- |
| Oro       | Simone Ruffini | Italia      |
| Argento   | Alex Meyer     | Stati Uniti |
| Bronzo    | Matteo Furlan  | Italia      |

## Risultati
| Posizione | Atleta               | Nazionalità | Tempo     |
| --------- | -------------------- | ----------- | --------- |
|           | Simone Ruffini       | Italia      | 4h53'10"7 |
|           | Alex Meyer           | Stati Uniti | 4h53'15"1 |
|           | Matteo Furlan        | Italia      | 4h54'38"0 |
| 4         | Axel Reymond         | Francia     | 4h55'55"8 |
| 5         | Erwin Maldonado      | Venezuela   | 4h56'00"4 |
| 6         | Sam Sheppard         | Australia   | 4h56'22"9 |
| 7         | Santiago Enderica    | Ecuador     | 4h56'59"4 |
| 8         | Evgeny Drattsev      | Russia      | 4h57'11"9 |
| 9         | Alexander Studzinski | Germania    | 4h59'11"9 |
| 10        | David Heron          | Stati Uniti | 5h00'11"5 |
| 11        | Andreas Waschburger  | Germania    | 5h00'19"2 |
| 12        | Yuval Safra          | Israele     | 5h02'52"9 |
| 13        | Vitaliy Khudyakov    | Kazakistan  | 5h03'16"3 |
| 14        | Evgenij Pop Acev     | Macedonia   | 5h04'43"4 |
| 15        | Matěj Kozubek        | Rep. Ceca   | 5h05'22"3 |
| 16        | Allan do Carmo       | Brasile     | 5h06'27"9 |
| 17        | Jarrod Poort         | Australia   | 5h07'44"5 |
| 18        | Diogo Villarinho     | Brasile     | 5h11'04"2 |
| 19        | Vít Ingeduld         | Rep. Ceca   | 5h13'11"0 |
| 20        | Dániel Székelyi      | Ungheria    | 5h15'03"4 |
| 21        | Roman Karyakin       | Russia      | 5h15'53"8 |
| 22        | Ye Qianpeng          | Cina        | 5h19'01"5 |
| 23        | Nico Manoussakis     | Sudafrica   | 5h20'47"2 |
| 24        | Saleh Mohammad       | Siria       | 5h31'21"1 |
| -         | Marc-Antoine Olivier | Francia     | dnf       |
| -         | Haythem Abdelkhalek  | Tunisia     | dnf       |
| -         | Shahar Resman        | Israele     | dnf       |
| -         | Marcel Schouten      | Paesi Bassi | dnf       |
| -         | Christopher Bryan    | Irlanda     | dnf       |
| -         | Guillermo Bertola    | Argentina   | dnf       |
| -         | Zhang Zibin          | Cina        | dnf       |
| -         | Gabriel Villagoiz    | Argentina   | dnf       |